# NTT東日本-東北
株式会社NTT東日本-東北（エヌティティひがしにほん-とうほく）は、宮城県仙台市若林区に本社を置く、NTT東日本の業務を受託した地域子会社の1つである。
2014年7月1日に株式会社NTT東日本-宮城が、株式会社NTT東日本-青森、株式会社NTT東日本-秋田、株式会社NTT東日本-岩手、株式会社NTT東日本-山形、株式会社NTT東日本-福島の5社を吸収合併し、商号変更した。

## 概要
東北地方の電柱敷地管理業務などを行う目的で、1986年に「株式会社エヌ・ティ・ティ テレコムエンジニアリング東北」として設立。2000年には、「株式会社エヌ・ティ・ティ エムイー東北」に商号変更し、東北地方のプライベートネットワークおよび各種システム商品の調査　企画、販売、設計、建設、保守、アウトソーシング業務や電話機等各種通信機器、OA機器、複写機の販売および工事、保守などを行っていた。
2001年にNTTが発表した「NTT東西の構造改革について」に基づき、NTT東日本各支店の業務を都道県地域会社へ委託することになり、2002年にNTT東日本宮城支店においては営業系の「株式会社エヌ・ティ・ティサービス宮城」、共通系の「株式会社エヌ・ティ・ティビジネスアソシエ宮城」の2社が設立。宮城県以外の東北5県でも営業系・共通系の子会社が設立された。エヌ・ティ・ティ エムイー東北はNTT東日本宮城支店の設備系の業務を受託するとともに、宮城県以外の東北5県の業務を各県に設立した「株式会社エヌ・ティ・ティ エムイー（県名）」に移管した。
2005年には都道県地域会社の統合により、「株式会社エヌ・ティ・ティエムイー東北」を存続会社として宮城県内の3社が合併し、「株式会社NTT東日本-宮城」となる。営業、設備、共通の他、宮城支店の法人営業部の業務も受託した。宮城県以外の東北5県でも同様に営業系・技術系・共通系の3社が合併し、「株式会社NTT東日本-青森」、「株式会社NTT東日本-秋田」、「株式会社NTT東日本-岩手」、「株式会社NTT東日本-山形」、「株式会社NTT東日本-福島」となった。
2014年に「株式会社NTT東日本-宮城」が、「株式会社NTT東日本-青森」、「株式会社NTT東日本-秋田」、「株式会社NTT東日本-岩手」、「株式会社NTT東日本-山形」、「株式会社NTT東日本-福島」の5社を吸収合併し、「株式会社NTT東日本-東北」へ商号変更。東北地方を統括する子会社となった。

## 組織

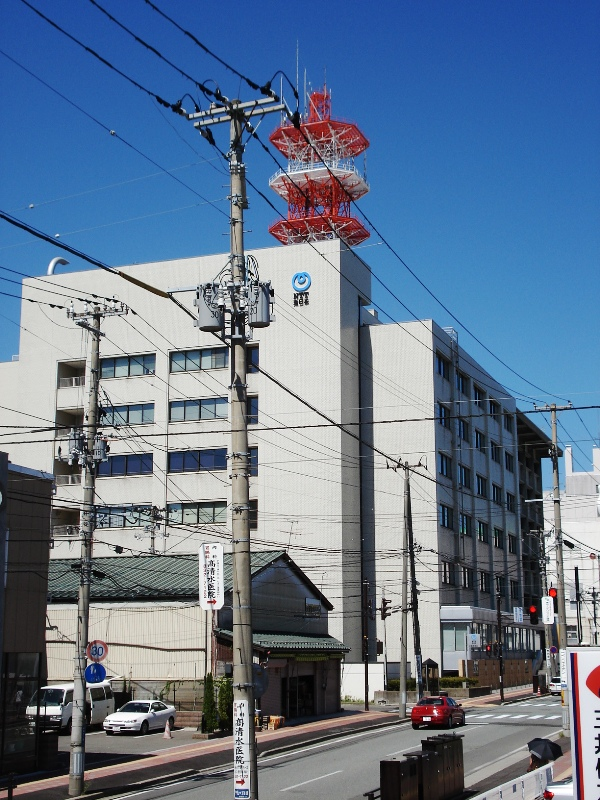
秋田支店

- 企画部
- ビジネスイノベーション部
- パートナービジネス部
- 地域ICT推進PT
- 設備部
- 総務部
- 宮城支店
- 福島支店
- 岩手支店
- 青森支店
- 秋田支店
- 山形支店

## 沿革

### NTT東日本-宮城時代まで
ここでは、民営化以降のNTT東日本宮城支店の沿革についても記述する。
- 1985年（昭和60年）4月1日 - 民営化に伴い、NTT仙台青葉通電話局となる
- 1986年（昭和61年）10月31日 - 株式会社エヌ・ティ・ティ テレコムエンジニアリング東北（NTT-TE東北）として設立。
- 1989年（平成元年）4月1日 - NTT仙台支店に改称。
- 1999年（平成11年）
  - 1月25日 - NTT宮城支店に改称。お客さま窓口などを除く支店機能を、仙台市青葉区一番町から同市若林区五橋に移転。
  - 7月1日 - 会社分割により、NTT東日本宮城支店となる。
- 2000年（平成12年）
  - 3月31日 - 株式会社エヌ・ティ・ティ エムイー東北（NTT-ME東北）に商号変更[1]。
  - 10月1日-12月24日 - 宮城での電話事業100周年を記念し、仙台市科学館にて「みやぎの電話100年展」を開催[2]。
  - 12月4日 - 県内9支店・営業所[注 1]を廃止。石巻、古川支店を販売拠点として石巻、古川営業所に改称[3]。
- 2002年（平成14年）
  - 1月28日 - 仙台市の一部地域において「Bフレッツ」の提供開始。
  - 4月1日 - 株式会社エヌ・ティ・ティサービス宮城、株式会社エヌ・ティ・ティビジネスアソシエ宮城が設立[4]。
- 2005年（平成17年）
  - 3月1日 - 仙台市の一部地域において「ひかり電話」の提供開始[5]。
  - 7月1日 - 宮城県内の都道県地域会社3社が合併し、株式会社NTT東日本-宮城が設立。仙南、古川、石巻、気仙沼の4営業支店を設置[6]。
- 2008年（平成20年）10月1日 - 仙台市の一部地域において「フレッツ 光ネクスト」の提供開始[7]。
- 2011年（平成23年）9月29日 - NTT新青葉通ビル（仮称）建設に伴う、安全祈願祭が行われる[8]。

### NTT東日本-東北時代
- 2014年（平成26年）7月1日 - 株式会社NTT東日本-宮城が、株式会社NTT東日本-青森、株式会社NTT東日本-秋田、株式会社NTT東日本-岩手、株式会社NTT東日本-山形、株式会社NTT東日本-福島の5社を吸収合併し、株式会社NTT東日本-東北に商号変更[9]。
- 2017年（平成29年）7月1日 - 法人営業部とオフィス営業部を統合し、ビジネスイノベーション部を設置[10]。